# Zemborzyce (gromada)
Zemborzyce – dawna gromada, czyli najmniejsza jednostka podziału terytorialnego Polskiej Rzeczypospolitej Ludowej w latach 1954–1972.
Gromady, z gromadzkimi radami narodowymi (GRN) jako organami władzy najniższego stopnia na wsi, funkcjonowały od reformy reorganizującej administrację wiejską przeprowadzonej jesienią 1954 do momentu ich zniesienia z dniem 1 stycznia 1973, tym samym wypierając organizację gminną w latach 1954–1972.
Gromadę Zemborzyce z siedzibą GRN w Zemborzycach (Kościelnych; od 1974 w granicach Lublina) utworzono – jako jedną z 8759 gromad na obszarze Polski – w powiecie lubelskim w woj. lubelskim na mocy uchwały nr 12 WRN w Lublinie z dnia 5 października 1954. W skład jednostki weszły obszary dotychczasowych gromad Zemborzyce Kościelne, Zemborzyce Podleśne, Zemborzyce Górne, Zemborzyce Dolne, Zemborzyce Wojciechowskie i Zemborzyce Tereszyńskie ze zniesionej gminy Zemborzyce oraz obszar dotychczasowej gromady Krężnica Jara ze zniesionej gminy Niedrzwica w tymże powiecie. Dla gromady ustalono 27 członków gromadzkiej rady narodowej.
1 stycznia 1957 z gromady Zemborzyce wyłączono kolonię Krężnica Jara, włączając ją do gromady Strzeszkowice (Duże) w powiecie bełżyckim w tymże województwie.
1 stycznia 1959 do gromady Zemborzyce włączono wieś i kolonię Prawiedniki z gromady Żabia Wola w powiecie bychawskim w tymże województwie.
31 grudnia 1959 do gromady Zemborzyce włączono kolonie Bór i Nowiny z gromady Żabia Wola w powiecie bychawskim w tymże województwie.
Gromada przetrwała do końca 1972 roku, czyli do kolejnej reformy gminnej.